# 朝霧舞
朝霧 舞（あさぎり まい、1967年5月8日 - ）は、元女優、元宝塚歌劇団・雪組娘役。
兵庫県神戸市出身。身長161cm。愛称は舞ちゃん、きょろちゃん、きよちゃん。

## 来歴
1983年に宝塚音楽学校に入学。1985年に同校を卒業し、宝塚歌劇団71期生として宝塚歌劇団に入団。入団時の成績は18番。『愛あれば命は永遠に』で初舞台。その後、雪組に配属。
1989年、『ムッシュド・巴里』の新人公演で初ヒロイン、『イルミネーション・ブラック』でバウホール公演初ヒロインを務める。1991年に『恋騒ぎ』で大劇場公演でのヒロイン役を務めた。
1994年、様々なジャンルの演劇に挑戦するため、『ブルボンの封印』／『コート・ダジュール』の東京公演千秋楽をもって、宝塚歌劇団を退団。同年、ミュージカル『アン・シャーリー物語』で主演を務める。
1996年、『GAMA 月桃の花』で映画初主演を務める。同作品では国吉なおみ、海勢頭豊とともに主題歌を歌った。役作りのために前年から日本女子大学へ聴講生として通って沖縄の文学や歴史などを学んだ。

## 宝塚歌劇団時代の主な舞台
- 1987年3月、『宝塚をどり讃歌』／『サマルカンドの赤いばら』新人公演：ハトゥーン姫（本役：紫とも）
- 1988年1月、『風と共に去りぬ』新人公演：スカーレット・オハラII（本役：一路真輝）（東宝）
- 1988年7月、『たまゆらの記』新人公演：仮名女／『ダイナモ!』
- 1988年12月、『ツーロンの薔薇』（バウ）ジャネット・フレネー
- 1989年2月、『ムッシュド・巴里』新人公演：カトリーヌ・ボセール（本役：鮎ゆうき）／『ラ・パッション!』 ＊新人公演初ヒロイン
- 1989年4月、『イルミネーション・ブラック』（バウ）ジュディ ＊バウホール初ヒロイン
- 1989年7月、『ベルサイユのばら -アンドレとオスカル編-』新人公演：ロザリー・ラ・モリエール（本役：鮎ゆうき）
- 1990年1月、『天守に花匂い立つ』新人公演：時姫（本役：美月亜優）／『ブライト・デュライト・タイム』
- 1990年6月、『黄昏色のハーフムーン』シルヴィア／『パラダイス・トロピカーナ』
- 1990年8月、『花のもとにて春』（バウ）ちぐさ
- 1991年2月、『花幻抄』／『恋騒ぎ』おゆき／『スイートタイフーン』　＊大劇場公演ヒロイン
- 1991年4月、『ベルサイユのばら -オスカル・アンドレ編-』（全国ツアー）ロザリー
- 1991年8月、『華麗なるギャツビー』キャサリン、新人公演：ジョーダン・ベイカー（本役：小乙女幸）／『ラバーズ・コンチェルト』
- 1991年10月、『スポットライト・マジック』（バウ）
- 1992年2月、『華麗なるギャツビー』キャサリン／『ラバーズ・コンチェルト』（中日）
- 1993年1月、『セ・ラムール -さすらいの地中海-』（バウ）ジャクリーヌ
- 1992年10月、『忠臣蔵 -花に散り雪に散り-』おゆき
- 1994年1月、『二人だけの戦場』（バウ）レナ

## 宝塚歌劇団退団後の主な活動

### 舞台
- ミュージカル『アン・シャーリー物語』（1994年） - ＊主演 （三田地里穂が脚本・演出）
- 『女狐』（1995年、本多劇場、岡部耕大作・演出）[4]

### 映画
- 『GAMA 月桃の花』（1996年） ＊主演

### テレビ出演
- 藏（1995年）
- 火曜サスペンス劇場「弁護士・高林鮎子18 西の旅・長崎の殺人」（1996年、日本テレビ） - 榎本菊江